# Neda Bokan
Neda Bokan [néda bókan] (srbsko Неда Бокан, latinizirano: Neda Bokan), srbska matematičarka, * 3. februar 1947, Zemun, FLRJ (sedaj Srbija).
Bokanova je redna profesorica, nekdanja dekanja Matematične fakultete in med letoma 2006 in 2012 prorektorica za poučevanje Univerze v Beogradu.

## Življenje in delo
Rodila se je Zemunu kjer je končala osnovno šolo in gimnazijo. Leta 1965 se je vpisala na tedanjo Prirodoslovno-matematično fakulteto v Beogradu (PMF) – v skupini za matematiko in diplomirala junija 1969. Magistrirala je na PMF leta 1972, doktorirala pa je leta 1979 na isti fakulteti s področja diferencialne geometrije o transformacijskih grupah na skoraj kontaktnih mnogoterostih pod mentorstvom Mileve Prvanović.
V študijskem letu 1973/74 je bila na strokovnem izpopolnjevanju na Državni univerzi v Moskvi. V okviru univerzitetnega sodelovanja je gostovala na Univerzi Eötvösa Loranda v Budimpešti (maja 1975 in decembra 1987), Univerzi v Rimu Tor Vergata (junija 2001 in junija 2003). Opravila je tudi naslednja študijska bivanja: Cala Gonone, Italija (septembra 1988), Univerza Kalifornije, Los Angeles, ZDA, Univerza Kalifornije, Berkeley, ZDA, Univerza Oregona, Eugene, Oregon, ZDA (novembra–decembra 1989), Montecatini Terme, Italija (junija 1990), SISSA, Trst, Italija (septembra 1994).
Bila je vabljena gostja več univerz, kjer je predavala in sodelovala pri skupnem znanstvenoraziskovalnem delu: Univerza v Debrecenu (1987), Tehniška univerza v Berlinu (1989, 1994, 1995, 1998, 2001), Univerza Alexandruja Ioana Cuze, Iași, Romunija (1992), Univerza v Cagliariju, Cagliari, Italija (1991, 1992, 1996), Univerza Eötvösa Loránda, Budimpešta (1992), Rimska univerza La Sapienza, Rim (2001, 2003).
Od 1. oktobra 1969 do 1. oktobra 1971  je delala kot asistentka pripravnica na Matematičnem inštitutu SANU v Beogradu. 1. oktobra 1971 so jo izbrali za asistentko na Inštitutu za matematiko PMF v Beogradu. Novembra 1980 so jo na istem istem inštitutu izvolili za docentko. Leta 1991 so jo izvolili za izredno profesorico na Fakulteti za matematiko v Beogradu, leta 1996 za redno profesorico.
Izvajala je predavanja pri predmetih: Matematika (za kemike), Matematika (za fizike), Analitična geometrija, Opisna geometrija, Diferencialna geometrija (za študente matematike), Matematika 1 (za študente fizikalne kemije). Imela je tudi predavanja o diferencialni geometriji za študente matematike na Univerzi v Kragujevcu.
Vodila je znanstveni seminar za Geometrijo, samostojno ali s profesorjem Zoranom Lučićem, oziroma s profesorjem Miodragom Mateljevićem. Skupaj s profesorjem Novico Lj. Blažićem je vodila seminar za Riemannovo geometrijo, ki je namenjen predvsem podiplomskim študentom. Bila je članica Projektnega sveta 0401 (1991–1995) in 04M03 (1996–2000) ter vodja podprojekta za Geometrijo in Topologijo, oziroma Diferencialno geometrijo z uporabami, ki ga je financiralo Ministrstvo za znanost in tehnologijo Srbije. Od leta 2002 vodi projekt MM1646 Geometrija, izobraževanje in vizualizacija z uporabami. Od leta 1996 do 1998 je bila članica Odbora za matematiko, mehaniko in astronomijo pri Ministrstvu za znanost in tehnologijo, od leta 1998 do 2001 pa članica Odbora za naravoslovne znanosti in matematiko. Je članica uredniških odborov revij Matematički vesnik, revije Društva matematikov Srbije (od leta 2013), in Journal of Mathematics and Electrotechnics. Je sodelavka mednarodne referenčne revije Zentralblatt für Mathematik in glavna urednica lokalnega uredništva na Matematičnem inštitutu SANU.
Vodila je izdelavo desetih magistrskih, štirih doktorskih in dveh specialističnih nalog. Bila je članica za pregled in oceno ter zagovor več magistrskih in doktorskih nalog na matematičnih fakultetah v Beogradu, Novem Sadu in Kragujevcu.
Izsledke svojih znanstvenih raziskav je predstavila na 35 znanstvenih srečanjih nacionalnega in mednarodnega pomena. Imela je 16 vabljenih predavanj na mednarodnih in domačih znanstvenih konferencah. Znanstvene rezultate je objavila v 45 izvirnih delih kot avtorica ali soavtorica, v mednarodnih in domačih znanstvenih revijah ter v 7 delih ekspozitornega značaja. Poleg znanstvenih del je objavila več strokovnih del, to je zbirk nalog in drugih del: z B. Alimpić, Zbirka zadataka iz nacrtne geometrije (1973, 1975, 1978); z Z. Šnajder, V. Tomašević, Nacrtna geometrija : za IV razred usmerenog obrazovanja matematičko-tehničke struke (1980, 1989); z B. Alimpič, Z. Schneider, Zbirka zadataka iz projektivne i nacrtne geometrije, Naučna knjiga, Beograd, 1982, 1988, 1993; s skupino soavtorjev, Školska enciklopedija, Matematika, Fizika, Astronomija, Računarstvo, Prosveta, Beograd, 1992; z N. Blažić, Uvod u diferencijalnu geometriju, Matematična fakulteta in Vesta, Beograd, 1996; z N. Blažić, Z. Lučić in Z. Rakić, Analitička geometrija, Matematična fakulteta, Beograd, 2002, 2003; z I. Čomić, J. Nikić, M. Prvanović, je bila urednica Zbornika mednarodnih konferenc o diferencialni geometriji in uporabah (Proceedings of the International Conference on Differential Geometry and Applications), Dubrovnik, 26. junij–3. julij 1988. Bila je ena od urednikov Zbornika X. kongresa jugoslovanskih matematikov (Proc. 10th Congress Yug. Math), Novi Sad, 1989 in z N. Blažić urednica Zbornika Matematičnega inštituta SANU, 6(14), in glavna urednica Obeležitve 125 let Matematične fakultete in Zbornika simpozija o sodobni matematiki (Proceedings of the Symposium on Contemporary Mathematics ).
Na mesto dekanje Matematične fakultete so jo imenovali po uvedbi Zakona o univerzi leta 1998. Funkcijo je opravljala od 29. junija 1998 do 23. februara 2001.
Koncem leta 2004 so jo ponovno izvolili za dekanjo. Za prorektorico za poučevanje so jo izvolili na seji Sveta Univerze v Beogradu 18 decembra 2006. Februarja 2007 je vlogo dekana Matematične fakultete prevzel doc. Dragoljub Kečkić kot vršilec dolžnosti do izvolitve novega dekana.
Med letoma 2012 in 2015 je bila redna profesorica na Državni univerzi v Novem Pazarju. Bila je predsednica Nacionalne enote za akreditacijo in zagotavljanje kakovosti v visokem šolstvu, dokler ni leta 2019 odstopila s tega položaja.

## Izbrana bibliografija
- Alimpić, Branka; ——— (1973), Zbirka zadataka iz nacrtne geometrije, Beograd: Prirodoslovno-matematična fakulteta v Beogradu, COBISS.SR 277377799
- ——— (1979). Grupe transformacija na normalnim skoro kontaktnim mnogostrukostima. Univerzitetna knjižnica »Svetozar Marković«, Beograd (doktorska disertacija). Beograd : [s. n.] COBISS.SR 86061319. Pridobljeno 3. februarja 2018.
- Blažić, Novica Lj.; ——— (1996), Uvod u diferencijalnu geometriju, Beograd: VESTA : Matematična fakulteta v Beogradu, COBISS 10549065
- Šnajder, Zagorka; Tomašić, Vesna; ——— (1980), Nacrtna geometrija : za IV razred usmerenog obrazovanja matematičko-tehničke struke, Beograd: Naučna knjiga, COBISS.SR 114356487